# Seca na Península Ibérica de 2017

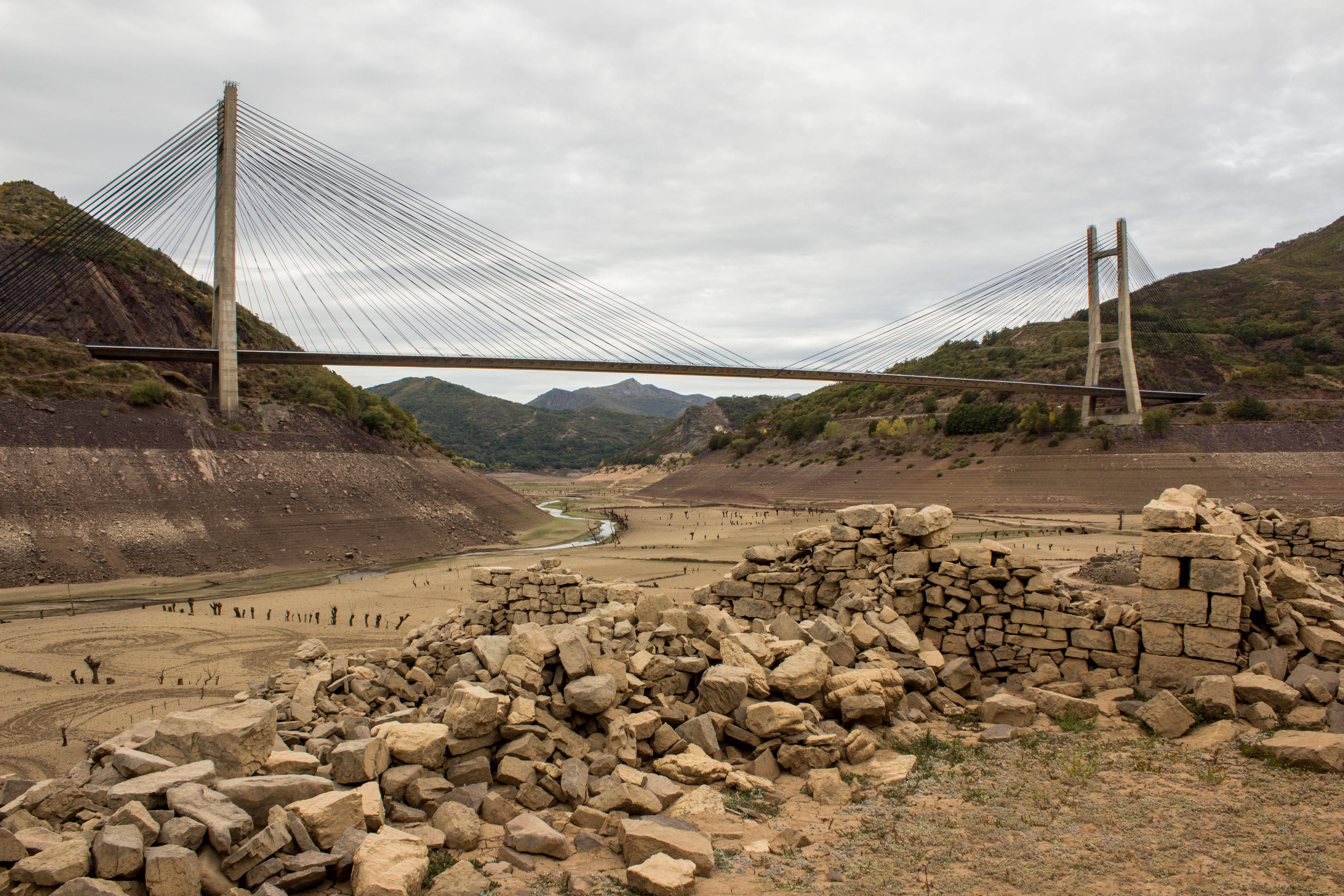
Albufeira da barragem de Barrios de Luna em setembro de 2017. O rio Luna é um afluente do rio Douro na província de León. No início do mês de outubro, a albufeira encontrava-se a 5% de capacidade.

A seca na península Ibérica em 2017 e no início de 2018 (às vezes referida como seca em Espanha e em Portugal), também chamada pela imprensa como a seca ibérica, refere-se ao período de falta de chuvas que ocorre no ano hidrológico 2016-2017, excepcionalmente seco, que continuou pelo início do ano hidrológico 2017-2018, ainda mais extrema que antes.

## Causas
Apesar do ano hidrológico 2015/2016, que teve quantidades superiores ao normal de precipitação, no ano hidrológico 2016/2017 teve quantidade bastante inferiores, apenas 70% da precipitação considerada como normal. O semestre de abril a setembro foi o 2º mais quente e o 2º mais seco desde 1931 em Portugal, com o maior valor da temperatura máxima do ar.
A concatenação de sucessivas secas meteorológicas finalmente levou a uma seca hidrológica grave, a pior desde 1931.

## Evolução

### Início
Abril foi o primeiro mês com seca nos valores mais extremos (Seca severa e Seca extrema), com 0,7% na categoria de seca severa. 
Em junho, o valor teria multiplicado 103 vezes, para 72,3% (seca severa) e o primeiro mês com zonas na categoria de seca extrema (7,3%). Junho também foi um mês extremamente quente. O dia mais quente do ano registou-se no dia 17 de junho, daí a existência de seca extrema. 

### Fim do ano hidrológico 2016/2017 e início do ano 2017/2018
Em Espanha, foram contabilizados até 208 milhões de Euros relativos à compensação direta de seguros agrícolas às culturas afetadas pela seca. As perdas de valor de mercado oficial foram de mais de 2,5 biliões de Euros. Além disso, existiram várias bacias hidrográficas com alerta declarado de seca, como a bacia do Minho-Sil, Mondego e Sado.
Em Portugal continental, de acordo com o Instituto Português do Mar e da Atmosfera (IPMA), em 30 de setembro, cerca de 81% do território estava em seca "severa", 7,4% em seca "extrema", 10,7% em seca "moderada" e 0,8% em seca "fraca". Setembro foi quente, resultando num aumento da área em seca severa e extrema. 18 das 60 albufeiras controladas pelo Sistema Nacional de Informação de Recursos Hídricos entraram, em agosto, abaixo dos 40% da capacidade de armazenamento. 10 delas estavam localizadas na bacia hidrográfica do rio Sado.
Apesar da chuva, que caiu nos dias 16/20 de outubro e 1/4 de novembro, no dia 15 de novembro de 2017 a seca extrema estendia-se em quase 100% do território continental português, sendo decretado estado de alerta. No meio de novembro, a barragem de Fagilde foi enchida com água da barragem da Aguieira, a primeira operação do género em Portugal, dada a gravidade da seca.

### Queda de chuva no fim do ano
A chuva de dezembro e início de janeiro, principalmente das tempestades Ana e Bruno, conseguiu atenuar a seca a norte do Rio Tejo, sendo até inexistente na Serra do Gerês. A sul do Tejo continua a haver seca severa (58,3% do território). A seca extrema foi reduzida ao Vale do Guadiana e Sotavento Algarvio (6,4% do território). Valores de final de dezembro
Em 15 de janeiro de 2018, quase toda a região noroeste do território continental estava na categoria CC da capacidade do solo de armazenamento de água.
No início de fevereiro, a parte leste do território ainda encontrava-se em seca severa.
A 21 de fevereiro, o território português estava de novo em seca severa. Até agora 9% do território já estava novamente em seca extrema, devido à falta de chuva.
A 28 de fevereiro, grande parte do território espanhol estava em seca severa e seca extrema.

### Fim da seca
A 15 de março a seca severa deixou de afetar Portugal, com grande parte do país na categoria de normal ou chuva fraca.
A 31 de março a situação de seca em Portugal acabou, mas o território espanhol continua com seca fraca e moderada, principalmente na zona de Castelló de la Plana.
Em 1 de maio a seca finalmente acaba na Península Ibérica e as barragens rapidamente se recuperaram.